# Giorgio Pantano
Giorgio Pantano, född 4 februari 1979 i Conselve nära Padua, är en italiensk racerförare.  

## Racingkarriär
Pantano körde i formel 1 som andreförare i Jordan säsongen 2004. Några poäng fick han dock inte. Pantano har därefter tävlat i GP2 där han vann serien 2008.

## F1-karriär
| Säsong | Stall/Tillverkare | Poäng | Placering |
| ------ | ----------------- | ----- | --------- |
| 2004   | Jordan-Ford       | 0     | –         |